# Ms. Marvel
Ms. Marvel è un personaggio dei fumetti statunitensi pubblicati da Marvel Comics. Venne ideato nel 1977 da Gerry Conway e John Buscema come controparte femminile di Capitan Marvel e alter ego di Carol Danvers. Successivamente divenne l'alter ego di altri personaggi. Il personaggio è stato protagonista di quattro serie a fumetti omonime.

## Storia editoriale
La prima serie dedicata al personaggio, Ms. Marvel (vol. 1), esordì nel 1977 a opera di Gerry Conway e Chris Claremont col disegnatore John Buscema e venne edita fino al 1979. Per avere altre serie dedicate al personaggio bisogna attendere il 2006 quando esordì Ms. Marvel (vol. 2), una serie scritta da Brian Reed e pubblicata fino al 2010. A questa seguirono altre due serie dove il personaggio aveva però, come alter ego, Kamala Khan invece di Carol Danvers; la prima, Ms. Marvel (vol. 3), esordì nel 2014 e venne edita fino al 2015 quando, all'interno del progetto editoriale All New All Different Marvel, la serie viene rilanciata nuovamente con Ms. Marvel (vol. 4).

## Caratterizzazione del personaggio
Carol Danvers è stata la prima ad assumere l'identità di Ms. Marvel. Era un'ufficiale dell'aeronautica statunitense, ed esordì nel marzo 1968 su Marvel Super-Heroes n. 13 di Roy Thomas e Gene Colan. Durante uno scontro tra Capitan Marvel e Yon-Rogg, Carol viene investita da un'esplosione, la cui energia fonde il suo DNA con quello di Capitan Marvel, rendendola in parte Kree e in parte umana e donandole i superpoteri. Divenne in seguito, dal 1978, membro dei Vendicatori. Durante la sua carriera Danvers ha usato anche altri nomi, tra cui Binary e Warbird. Nel luglio 2012 Danvers assume il nome di Capitan Marvel in onore del defunto Mar-Vell, vera identità del personaggio.

### Altre identità del personaggio
- Sharon Ventura - esordita su The Thing n. 27 del settembre 1985 di Mike Carlin e Ron Wilson - faceva parte di un gruppo di stunt motociclisti, i Thunderiders. Durante la sua permanenza nel gruppo conosce Ben Grimm, la Cosa. Nel maggio 1986 si sottopose a un esperimento del Power Broker per acquisire dei superpoteri in modo da poter partecipare alla Unlimited Class Wrestling Federation insieme alla Cosa. Prese quindi il nome di Ms. Marvel e si unì poi ai Fantastici Quattro. Dopo essere stata colpita da raggi cosmici - Fantastic Four n. 310 (gennaio 1988) - il corpo di Sharon mutò e divenne simile a quello della Cosa e la donna assunse il nome di Donna Cosa.
- La dottoressa Karla Sofen, conosciuta con il nome di Moonstone - esordita su Captain America n. 192 (dicembre 1975) - era stata assistente del Dottor Faustus. Durante il periodo di Dark Reign si unì al gruppo degli Oscuri Vendicatori di Norman Osborn, utilizzando il nome e l'identità di Ms. Marvel.
- Kamala Khan - creata da Sana Amanat, G. Willow Wilson e Adrian Alphona - esordisce su Captain Marvel n. 17 (novembre 2013) - è una ragazza di sedici anni di origine pakistana[9] del New Jersey che ammira molto Carol Danvers, che acquisisce accidentalmente il potere della superelasticità ed entra a far parte dei Vendicatori.

## Altri media
- Nella serie animata degli anni '90 sugli X-Men, Ms. Marvel, alias Carol Danvers, compare in coma in un ospedale a causa di uno scontro con Rogue, i cui poteri derivano proprio dallo scontro in cui ha avuto la meglio su Ms. Marvel ed a seguito di cui Carol Denvers si trova in coma.
- Viene pubblicata dall'8 giugno 2022 una miniserie televisiva omonima su Ms. Marvel (Kamala Khan) ambientata nel Marvel Cinematic Universe su Disney+,[10] interpretata da Iman Vellani.
- La giovane supereroina ricompare nuovamente nel film del Marvel Cinematic Universe The Marvels (2023).
- È uno dei personaggi giocabili nel videogioco Marvel's Avengers.